# المعهد الوطني للتعليم المفتوح
المعهد الوطني للتعليم المفتوح (NIOS)، عُرف سابقا بأسم المدرسة الوطنية المفتوحة، (تغير الاسم في عام 2002). هو مجلس التعليم تحت حكومة الاتحاد في الهند. أنشأ من قبل وزارة تنمية الموارد البشرية في الحكومة الهندية في عام 1989  لتوفير التعليم للمناطق النائية بدافع زيادة محو الأمية وتقوية التعليم المرن مما يمكن للأطفال الدراسة من دون المجيء إلى المدرسة. يدير المجلس الوطني الامتحانات الفحص الثانوي كما يعمل على زيادة محو الأمية وتوفير التعليم للمناطق الريفية، ويقدم دورات مهنية بعد المدرسة الثانوية على الرغم من كونه أنشأ التعليم عن بعد.